# Ctenognophos incolaria
Ctenognophos incolaria là một loài bướm đêm trong họ Geometridae.